# Gustaaf Willem van Imhoff (1705-1750)
Gustaaf Willem baron van Imhoff (Leer, 8 augustus 1705 – Batavia, 1 november 1750) was een Oost-Fries edelman die carrière maakte in dienst van de Vereenigde Oostindische Compagnie (VOC).
Van Imhoff was de zoon van Wilhelm Heinrich Freiherr von Imhoff en werd geboren in Leer, net over de huidige Duits–Nederlandse grens. Zijn moeder was een dochter van Jacob Boreel, een Amsterdamse burgemeester.
Al vroeg trad hij in dienst van de VOC. Hij werd in 1725 als onderkoopman naar Batavia gestuurd en werd al snel bevorderd tot achtereenvolgens koopman (1726), opperkoopman, opperhoofd van het generale soldijkantoor en tweede secretaris van de Raad van Indië (1729), waterfiscaal (1730), eerste secretaris en buitengewoon raad van Indië (1731). In 1733 werd hij met Johan Paul Schaghen en Johannes Thedens benoemd in de bouwcommissie van de nieuwe Hollandse Kerk in Batavia, die voor 120.500 rijksdaalders werd aanbesteed. In 1734 werd hij ook nog president van de weesmeesters, en in 1735 commissaris van het hospitaal. Hij trouwde op 20 april 1727 te Batavia met de achttienjarige Catharina Magdalena Huijsman. Zij was een telg uit een bekende VOC familie. Haar vader, de in Jaffna in Ceylon geboren Anthony Huijsman, was directeur-generaal, en haar grootvader Marten Huijsman was commandeur van Malabar en directeur van Bengalen geweest. De familie stond bekend als vermogend. Hiermee had Van Imhoff voldaan aan zijn wens om 'een onberispelijk huwelijk' dat volgens hem naast 'de ordinaire weg van de handel' de manier was om rijk naar het vaderland terug te keren. Uit privé-correspondentie met zijn neef Jacob Boreel blijkt dat Van Imhoff te zijner tijd regent in Amsterdam wilde worden, waar veel geld voor nodig was. Na Catharina's overlijden in 1744 kreeg hij bij een Balinese vrouw, Helena Pieters, nog vier kinderen, die door hem geëcht werden.

## Ceylon
Op 23 juli 1736 werd hij benoemd tot gouverneur van Ceylon, waar onder het wanbeleid van Diederik van Domburg opstanden waren uitgebroken onder de kaneelschillers. Van Domburg was ontslagen en opgeroepen naar Batavia. Toen Van Imhoff op 23 juli 1736 in Colombo aankwam bleek Van Domburg de maand ervoor overleden te zijn en tijdelijk opgevolgd door de commandeur van Galle, Jan Macaré.
In 1737 werd Van Imhoff benoemd tot gewoon raad van Indië. Op Ceylon probeerde hij onder andere de rijstverbouw te stimuleren, om minder afhankelijk te zijn van import uit India. Hij bevorderde daarom de verkoop van landbouwgronden van de Compagnie aan boeren en onderzocht de mogelijkheid om vervallen irrigatiesystemen uit vroeger eeuwen te herstellen, waar helaas niets van terechtkwam.

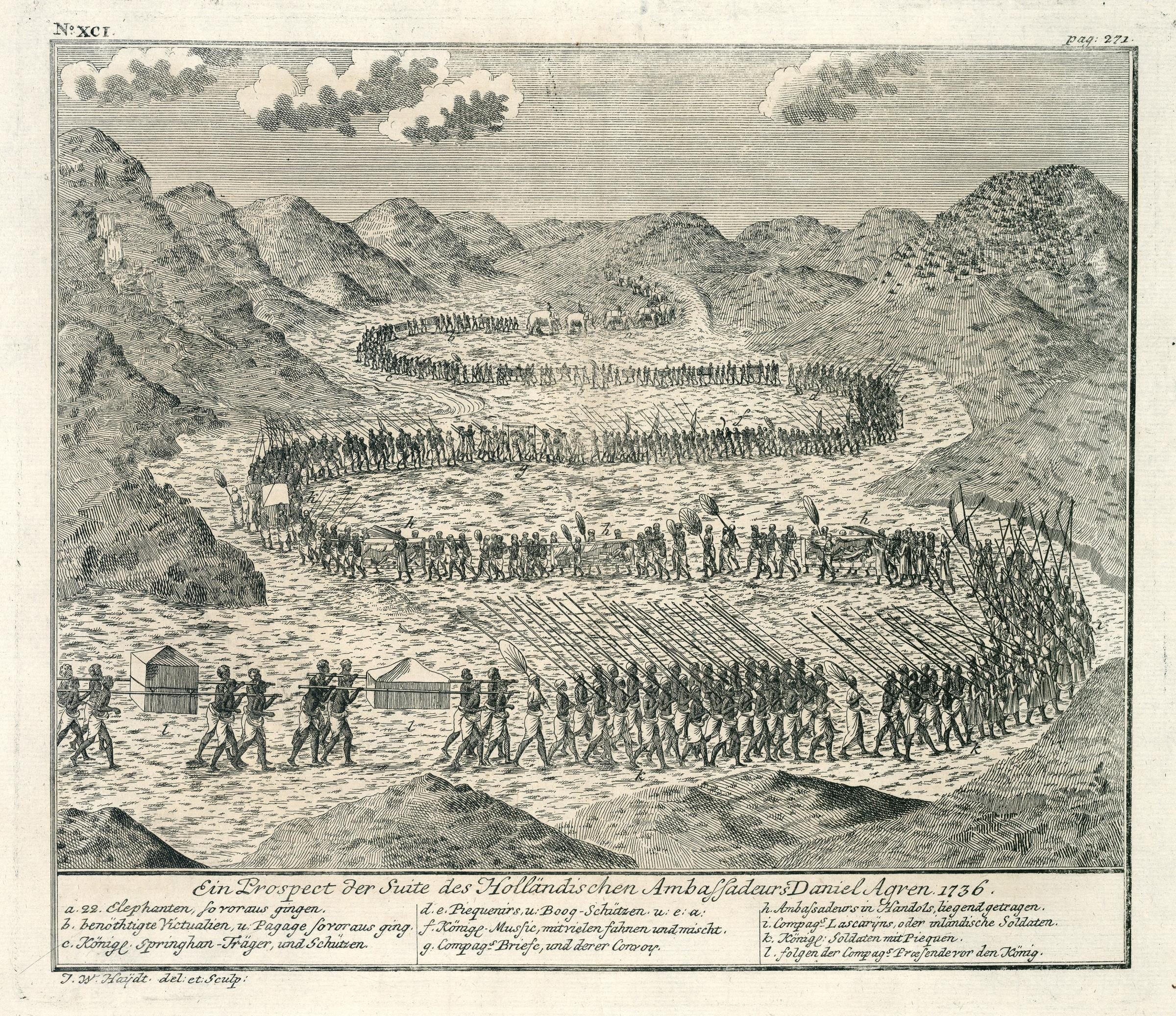
De ambassade van kapitein Daniël Agreen, dessave van Matara, naar Kandy in 1736/37.

In zijn eerste jaren in Ceylon was zijn analyse van de penibele situatie daar dat het hof van Kandy, het Singalese rijk in het centrale hoogland, de onrust zou blijven aanwakkeren zolang de havens van Puttalam (bij Fort Calpentijn) en Kottiyar (bij Fort Trincomalee) gesloten bleven. Dit gebeurde op last van de Heren XVII, om smokkel in kaneel te voorkomen. Het rijk van Kandy was hierdoor volledig afgesloten van de buitenwereld, wat voor het hof niet alleen gemiste inkomsten uit tolheffingen en handel met India betekende, maar ook reputatieverlies. Van Imhoff stelde een compromis voor. De koning, Narendra Singha, zou enkele schepen per jaar naar India mogen sturen met handelsproducten, kaneel uitgezonderd. Op basis hiervan zou een nieuw verdrag opgesteld kunnen worden met duidelijke afspraken, ter vervanging van het inmiddels honderd jaar oude en in onbruik geraakte verdrag van Adam Westerwoldt en Raja Singha uit 1638. Zowel het hof van Kandy als de Raad van Indië waren niet enthousiast over dit idee. Van Imhoffs andere optie was de strategie die Rijcklof van Goens in de 17de eeuw had voorgestaan: Kandy militair op de knieën dwingen. Zowel het kaneelschillen als het transport van olifanten zou dan voortaan ongestoord kunnen plaatsvinden. De Raad van Indië was echter mordicus tegen dit idee, net als in 1681.
In 1738 liet Van Imhoff voor de koning toch een vaartuig naar de Coromandelkust sturen met textiel en 'andere rariteyten', omdat het onmogelijk was 'om het bewijsen van enig extra-ordinair douceur aen den morrenden vorst en sijne wanhopige grooten langer uyt te stellen'.
Van Imhoff bereisde het hele eiland, waarvan slechts delen in handen van de VOC waren, en maakte een einde aan de heersende onrust. Over zijn reizen deed Van Imhoff uitvoerig verslag aan zijn superieuren in Batavia en de Republiek, met als doel om goedkeuring te krijgen voor het door hem voorgestelde en gevoerde beleid. Zijn eerste reis, begin 1737, ging naar Galle en Matara. De tweede, van mei tot augustus 1738, om het hele eiland heen. Over land, meestal per draagstoel, van Colombo naar Galle en Matara aan de zuidkust, vanaf Gandara (vlak bij Matara) over zee rond de zuidoostkust naar de forten van Batticaloa en Trincomalee, en vandaar weer over land naar Jaffna in het noorden, en dan langs de transportroute van de olifanten naar Mannar, Kalpitiya en Negombo, en weer terug naar Colombo.
In januari 1739 reisde hij in een groot gezelschap van ambtenaren en soldaten naar Cochin aan de Malabarkust, waar een vloot werd uitgerust tegen wat de VOC de Angreaanse zeerovers noemde. Deze zagen zichzelf als de marine van het Maratharijk en bedreven kaapvaart vanuit Gheriah (het huidige Vijaydurg), halverwege Bombay en Goa. Ze hadden het vooral gemunt op Britse schepen maar in maart 1738 hadden ze ook twee schepen van de Compagnie buitgemaakt die op weg waren naar Mokka, het jacht Zeelands Welvaren en de sloep Magdalena. De admiraal, Sambhaji Angrea, had 40.000 ropia (later 20.000) geëist voor de vrijlating van de 51 nog in leven zijnde bemanningsleden. Samen met Julius Stein van Gollenesse, commandeur van Malabar (en een goede vriend die hij uit Batavia kende), had Van Imhoff een strafexpeditie tegen de kapers voorbereid. De expeditie zou geen succes worden. De vloot van de kapers wist te ontsnappen.

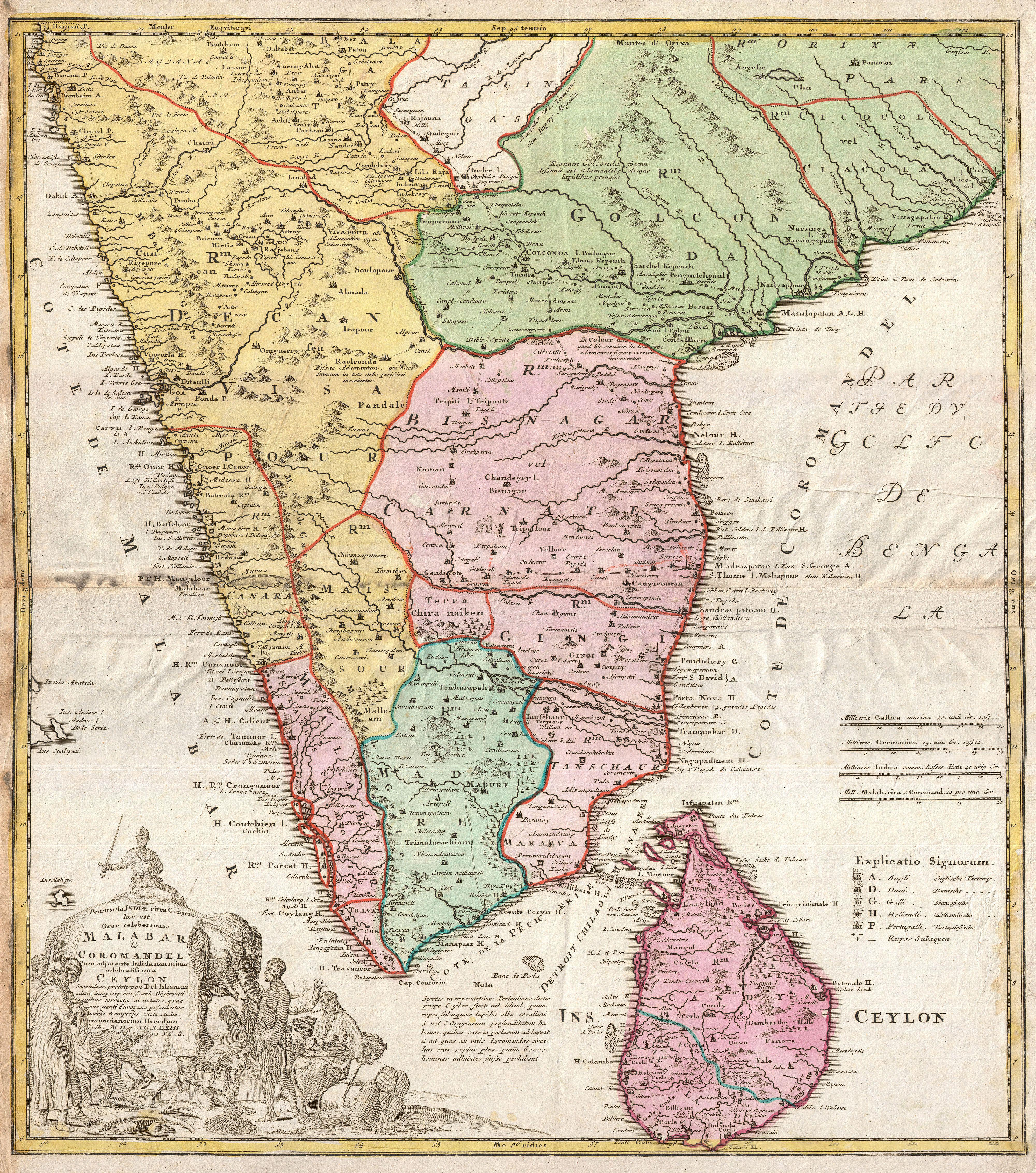
Zuid-India en Ceylon in 1733

Aangekomen in Cochin brachten zij samen een bezoek aan de raja, Rama Varma VI, de bondgenoot van de VOC. Vervolgens bezochten ze de raja van Travancore, Martanda Varma. Zijn hof bevond zich in Tengapatnam, ten zuiden van het VOC fort Coylan. Het rijk van Travancore, dat gesteund werd door de Britten, die zich in 1693 in het nabijgelegen Anjengo hadden gevestigd, was in opkomst en begon het rijk van Cochin te overvleugelen. Het zorgde ervoor dat de VOC steeds minder peper kon inkopen. Van Imhoff en Van Gollenesse hadden geen succes in de onderhandelingen met de raja. Deze klaagde dat de Compagnie hem geen wapens had geleverd voor de strijd tegen zijn vijanden en de Britten wel, en had 'ten uyttersten onbeschaamd den ignoranten gespeeld van alle contracten met d' E. Compagnie'.
Van Gollenesse ging hierna ziek terug naar Cochin terwijl Van Imhoff verder over land langs de kust naar Tuticorin aan de oostkust ging. De VOC vestiging hier, in het rijk van de nayak van Madoera, viel onder het bestuur van Ceylon. De Compagnie kocht er katoen, maar de inkoop had te lijden onder de gevolgen van de hongersnoden in de jaren '20 en '30 en de toenemende concurrentie van de Britten in Chennai. Van Imhoff maakte melding van de 'invadeerende mooren', oftewel de invallen van diverse nawabs van het uiteenvallende Mogolrijk in het noordelijk gedeelte van Madoera, dat 'gedreygd wierd met een totalen overrompeling door dit roofzugtig volk'. Vanwege de Adamsbrug zou dit ook een gevaar voor Ceylon kunnen worden, 'te meer vermits er geen gevaarlijker nabuuren voor d' E. Compagnie om veele gewigtige reedenen zijn uyt te denken dan de gemelte mahumetaanse volkeren'. Van Imhoff merkte hier en daar op zijn reis dat het respect voor de VOC aan het verminderen was en probeerde daar iets aan te doen door een krachtige uitstraling en gepast machtsvertoon. Van Imhoffs verslag van deze laatste reis werd in 2007 uitgegeven door de Linschoten-Vereeniging.
Van Imhoff was een vooruitstrevend man die in Sri Lanka herinnerd wordt als een van de betere en welwillende VOC-gouverneurs. Hij voerde bijvoorbeeld in 1737 het gebruik van de drukpers in, en in de jaren daarna verschenen er voor het eerst gedrukte geschriften in het Sinhala, onder andere een christelijk gebedenboek en een geloofsbelijdenis. Later zou ook een Sinhalese grammatica het licht zien. Van Imhoff liet ook voor het eerst kokospalmen planten op het eiland. Later zou een groot deel van de kust een ononderbroken aanplant van deze boomsoort te zien geven.
Van Imhoff wist een goede verstandhouding met koning Narendra Singha op te bouwen. De koning, die al sinds 1707 regeerde, was getrouwd met een prinses uit Madoera en met zijn dood op 24 mei 1739 werd hij opgevolgd door de broer van zijn vrouw, Sri Vijaya Rajasingha, die dus geen Sinhalees was maar een Nayakkar Malabar (Tamil). Van Imhoff toont zich in zijn geschriften verbaasd omdat de Sinhala's meestal neerkijken op de Tamils. Dit is de eerste vermelding van de controverse tussen Tamil en Sinhala. Van Imhoff is bezorgd dat de Zuid-Indische connecties van de nieuwe koning een bedreiging vormen voor het Hollandse handelsmonopolie. Hij ziet er echter ook een mogelijkheid tot verdeel-en-heerspolitiek in en stelt de VOC voor de tegenstelling tussen Tamils en Sinhalezen uit te buiten om het Rijk van Kandy te verdelen. Zij zien daar echter niet veel in, omdat de VOC niet graag bij weer een intern conflict betrokken raakt. Dat kost maar geld. Geld werd er aan de kaneelhandel veel verdiend, maar toch stond Ceylon (kunstmatig en met opzet) als verliespost op de begroting, omdat deze winst namelijk in de algemene rekening van de VOC verdween. Zo werd Van Imhoff als alle gouverneurs van het eiland voor spilzucht behoed.
Van Imhoff had de Heren XVII in maart 1738 geschreven dat hij graag vier jaar in Ceylon wilde dienen (in plaats van de gebruikelijke vijf jaar) en dan weer zitting nemen in de Raad van Indië. In Batavia ging het gerucht dat hij was voorbestemd om gouverneur-generaal te worden. Al op 17 november besloten de Heren XVII dat aangezien Van Imhoff 'desselfs commissie op Ceylon ten genoegen volbragt heeft' hij zijn functie mocht overdragen aan Gualterus Wouters, de commandeur van Jaffna, en terugkeren naar Batavia. Van Imhoff had de Raad daarna herhaaldelijk gevraagd om ontslag als gouverneur, maar zijn tegenstrever Adriaan Valckenier was na de dood van Abraham Patras in mei 1737 door de Raad tot gouverneur-generaal gekozen, en deze hield hem liever zo lang mogelijk in Ceylon. Pas op 31 juli 1739 nam Valckenier het besluit Van Imhoff te ontslaan en, aangezien Wouters inmiddels was overleden, de eerste secretaris van de Raad, Willem Maurits Bruininck, te benoemen tot zijn opvolger. Deze vertrok eind oktober en arriveerde 10 februari 1740 in Colombo. Van Imhoff overhandigde hem een uitgebreide memorie van overdracht, die ook naar de Heren XVII werd gestuurd. Hij adviseerde Bruininck ondanks zijn oorspronkelijke analyse om het oude beleid voor Ceylon voort te zetten. Dat wil zeggen vrienden blijven maar 'niet ten koste van wat ons rechtens toekomt. Het hof doet van alles om aan 's Compagnies rechten te knabbelen. Wat wij moeten doen is de vrede handhaven, een en ander goed besturen en geen onrust daarbinnen toelaten'. De Heren gaven Van Imhoff alle lof voor de kundige wijze waarop de memorie was opgesteld en bedankten hem voor zijn krachtig en energiek bestuur, en al zijn diensten ten behoeve van Ceylon, 'dit zo importante conquest van Nederlands maatschappye, te regt genoemt een paarl aan haar Kroon'.

## Batavia

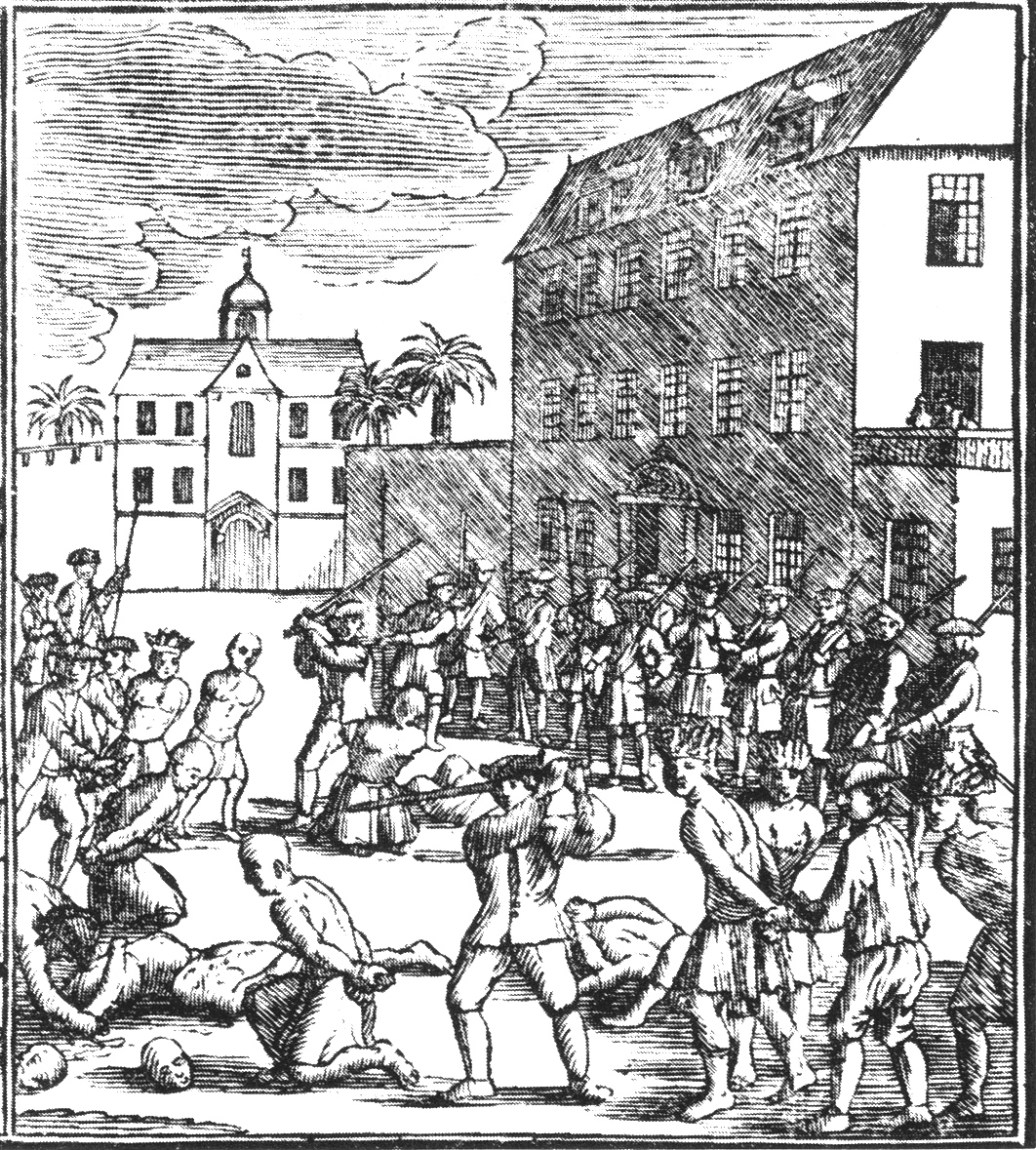
Chinezenmoord

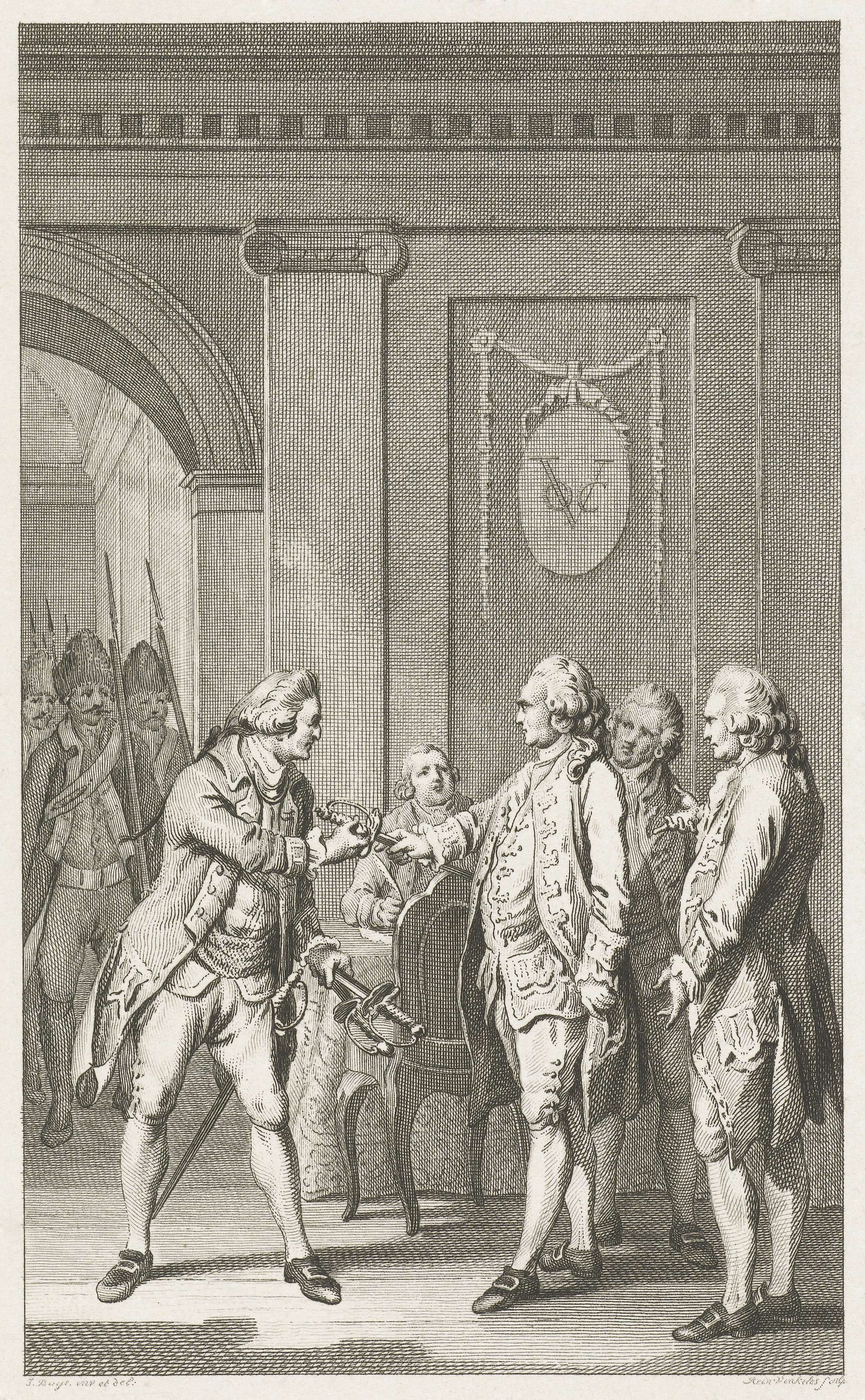
Gevangenneming van drie raden van de VOC

Van Imhoff vertrok op 12 maart naar Batavia. Hij raakte daar al gauw betrokken bij een groot schandaal. De helft van alle koffiestruiken was gekapt en de suikermarkt was ingestort. Het merendeel van de Chinezen was daardoor werkloos geworden. De zittende gouverneur-generaal Adriaan Valckenier maakte zich grote zorgen. Hij probeerde onder druk van Van Imhoff een aantal van de Chinezen naar elders (Ceylon of de Kaapkolonie) te brengen. Al gauw ging het gerucht dat zij, eenmaal buitengaats, overboord gezet zouden worden en ontstond er een gevaarlijke opstand. Rondzwervende Chinezen vielen de poorten van Batavia aan. Zeelieden van de VOC en inwoners van Batavia richtten een grote slachting aan onder de Chinezen, waarbij tussen de vijf- en tienduizend omgebracht werden (zie Chinezenmoord).
In de Raad van Indië liep de ruzie over de schuldvraag zo hoog op dat Valckenier Van Imhoff, Elias de Haeze en Isaac van Schinne arresteerde en in januari 1741 naar Nederland stuurde. Daar aangekomen deed Van Imhoff het voorkomen dat Valckenier de grote boosdoener was. Valckenier zou hebben voorgesteld alle Chinezen om te brengen, Van Imhoff alleen diegenen die in het bezit van wapens waren. Valckenier en Van Imhoff waren verre achterneven. De familierelatie ging terug op de zussen Rebecca en Jacoba Carel die leefden in het begin van de 17e eeuw. Zowel Amsterdamse regenten als VOC-bestuurders waren in de eerste helft van de 18e eeuw vaak familie van elkaar.
Valckenier had begin 1740 al ontslag gevraagd, maar kreeg pas februari 1741 bericht dat hij Van Imhoff zou moeten benoemen. Van Imhoff was enkele weken daarvoor op transport gesteld vanwege de interne onenigheid. Bij de Heren XVII presenteerde Van Imhoff ambitieuze plannen om de opiumhandel aan particulieren over te laten. Hij wist de bewindhebbers, waaronder Lieve Geelvinck, Balthasar Scott, Jan Reael en Gerrit Corver, te overtuigen en werd tot gouverneur-generaal benoemd. In oktober 1742 vertrok hij op het schip de Herstelder. Valckenier trad pas in november 1741 af en Johannes Thedens nam het gouverneur-generaalschap waar, tot de aankomst van een nieuwe gouverneur-generaal. Valckenier vertrok als admiraal van de retourvloot naar de Republiek maar werd aan de Kaap de Goede Hoop gearresteerd. 12 augustus 1742 was hij weer terug in Batavia, waar hij in het Kasteel gevangen werd gezet in afwachting van zijn proces.

## Kaap
Op reis naar zijn nieuwe post in Batavia deed Van Imhoff in 1743 de Kaapkolonie aan. Ook daar trof hij problemen aan: vele burghers trokken steeds verder het binnenland in en waren daar verstoken van enig onderwijs of zielzorg. Hij deed de aanbeveling om meer dominees uit Nederland te laten komen om te voorkomen dat de burghers geheel van het vaderland zouden vervreemden.

## Gouverneur-generaal

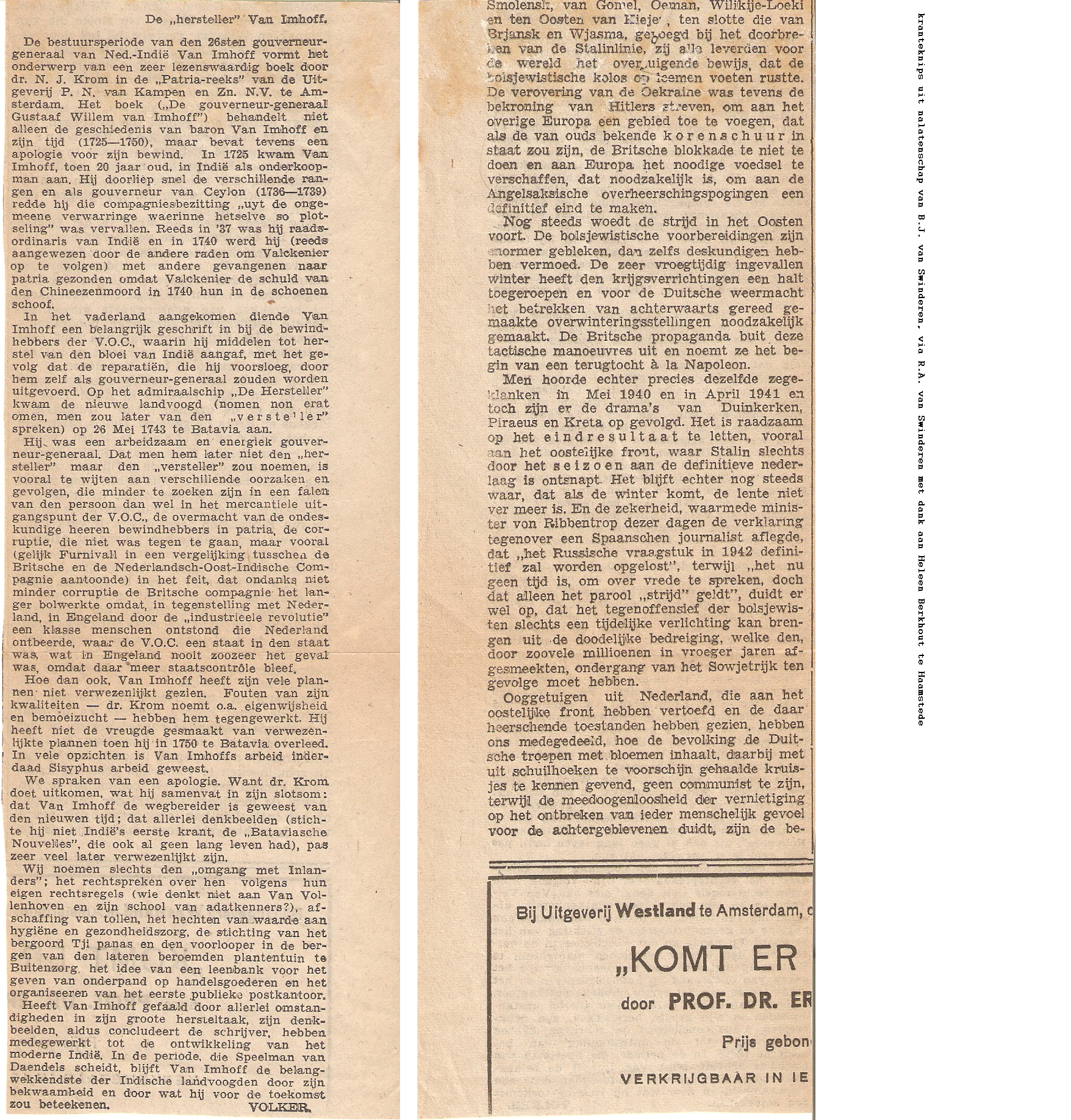
Gustaaf Willem van Imhoff door dr. N.J. Krom (Algemeen Handelsblad, 29 december 1941)

In mei 1743 nam hij in Batavia het gouverneur-generaalschap over van Thedens en kon meteen aan de slag omdat er een opstand woedde als gevolg van de massamoord op de Chinezen. Ook een aantal Javaanse vorsten probeerde uit de verwarring een slaatje te slaan. Van Imhoff maakte snel een eind aan de chaos en ging voortvarend aan het werk. Hij was vooral aangesteld in de verwachting dat hij hervormingen zou doorvoeren in de handel en de organisatie. Daarom was het schip waarmee hij naar Batavia voer de Herstelder genoemd. Hoewel het handelsimperium van de VOC nog steeds veel groter en diverser was dan het Britse, en Batavia de meest imposante koloniale metropool, was vanaf ongeveer 1730 de Nederlandse zeemacht, handel, industrie en technologie achterop aan het raken bij de Britse concurrenten. Dit begon in Van Imhoffs tijd duidelijk waarneembaar te worden. Hij schreef in 1744 over de VOC: 'Hoe het met ons gesteld is durf ik bijna niet te zeggen, want het schaamt sig […], alles manqueert, goede schepen, volk, officiers en so werd een der capitaalste takken van Neerlands mogendheyt in de waagschale geset.'
Ook begonnen in deze tijd Verlichtingsideeën een rol te spelen. Behalve zijn voorstellen voor vrije handel (op specerijen en koper na) en particulier grondbezit in Azië, deed Van Imhoff pogingen tot rationalisering van het bestuur en was hij voorstander van een betere beloning van de zeelieden en soldaten. Ook het lot van de inheemse bevolking trok hij zich aan. In de 'Histoire Philosophique des deux Indes' van Abbé Guillaume-Thomas François Raynal en Denis Diderot uit 1770, dat zeer kritisch was over de harde commerciële handelsverdragen met lokale potentaten waar het imperium van de VOC vaak op was gebaseerd, werd Van Imhoff (samen met Jacob Mossel) genoemd als voorbeeld van een verlichtte bestuurder.
Er kwam voor het eerst een postkantoor in Batavia. Hij stichtte Buitenzorg (Bogor), er kwam een Latijnse school, een ziekenhuis en een krant. Hij pakte de smokkel van opium aan door in 1745 de Amphioensociëteit op te richten. Hij hield van 24 maart tot 9 juni 1746 een inspectietocht over het hele eiland. Met een groot gevolg voer hij met de Herstelder via Semarang naar het oosten, waar de Compagnie na het onderdrukken van de opstand van de Chinezen in 1743 gebied had verworven van de vorst van Mataram, Pakoeboewono II. Hij maakte hier Soerabaja tot hoofdkantoor en regelde het bestuur in. Op de terugweg ging hij vanaf Semarang over land naar het hof van Pakoeboewono in Soerakarta. Hier wist hij het verdrag uit 1743 nog ten voordele van de Compagnie uit te breiden. Ook bezocht hij het tempelcomplex van Prambanan. Er werd een landraad ingesteld in Semarang en de handel werd gedeeltelijk vrijgesteld voor particulieren.
Er waren ook tegenslagen. Het schip Hofwegen, voor anker op de buitenrede van Batavia, werd door bliksem getroffen en explodeerde. De lading bevatte zes ton zilver en vele andere waardevolle goederen ter waarde van zo'n 600.000 gulden, een kapitaal voor die dagen. Een ander mislukt initiatief was een poging tot handel met Acapulco tijdens de Oorlog om Jenkins' oor. Vanwege deze oorlog tussen Spanje en Groot-Brittannië had men daar al twee jaar geen schepen uit Manilla ontvangen en dacht Van Imhoff er Indische producten en kaneel te kunnen verkopen in ruil voor zilver. Twee derde van de lading was op rekening van de VOC en een derde op rekening van particulieren, waaronder Van Imhoff zelf, voor 45.000 rijksdaalders. Hoewel de Spanjaarden in Manilla hier niets van wilden weten gingen in 1745 toch enkele schepen de Grote Oceaan op, maar door zware stormen en tegenwind moesten ze terugkeren. De tweede poging, in 1746/47, bereikte Acapulco wel, maar toen enkele tientallen Nederlanders aan wal gingen werden ze gevangen genomen. Ook deze schepen moesten onverrichter zake terugkeren. Het resultaat was een diplomatieke rel tussen de Republiek en Spanje, dat zich beriep op het verdrag van Münster uit 1648, waarin was vastgelegd dat Nederlanders geen handel mochten drijven met Spaanse bezittingen. Spanje eiste dat 'de gouverneur van Batavia en alle anderen' snel en zwaar gestraft zouden worden voor deze 'ongelooflijke misdaad'.

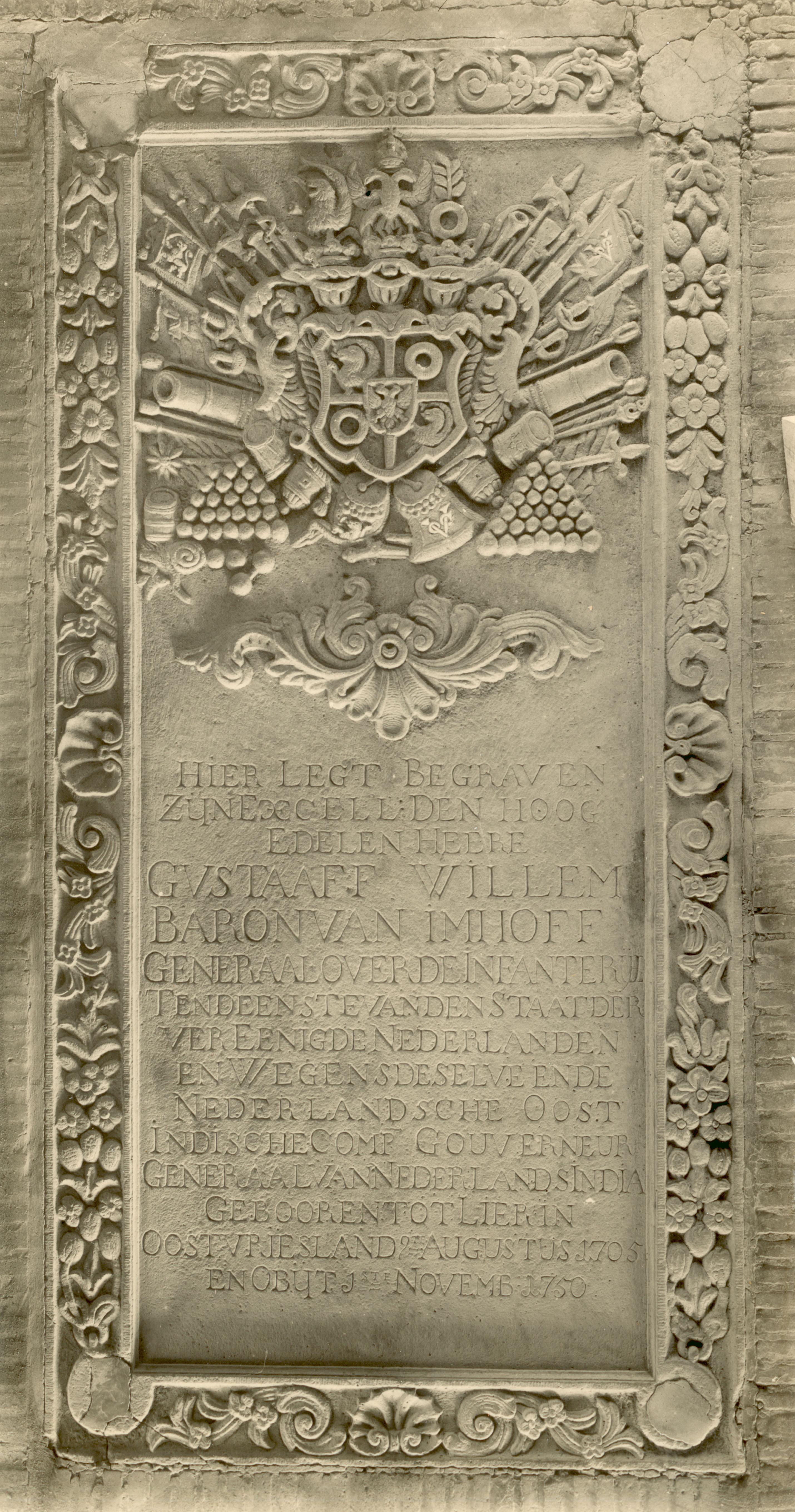
Grafsteen van Gustaaf Willem van Imhoff

Van Imhoffs voortvarendheid bracht hem ook veel vijanden. Hij trachtte zijn gezag over Java uit te breiden door te stoken in de dynastieke aangelegenheden van een aantal Javaanse vorsten en raakte zo betrokken bij de Derde Javaanse Successieoorlog. Op bezoek in Soerakarta had hij op verzoek van Pakoeboewono diens broer Hamengkoeboewono I zodanig terechtgewezen dat deze in opstand kwam. Ook in Bantam maakte hij een fout. Hij had zich laten inpalmen door de vrouw van de seniele sultan Arifin, Ratu Sharifa Fatima, om de troonopvolger, Pangeran Goesti, naar Ceylon te verbannen en sultan Arifin naar Ambon. Sharifa Fatima werd regentes namens de Compagnie en zorgde voor grote peperleveranties. Toen echter de plaatselijke bevolking in 1750 tegen haar in opstand kwam was de Compagnie zowel met Mataram als met Bantam in oorlog. Dit was een ramp voor het Nederlandse gouvernement. Van Imhoff was zeker niet van schuld vrij te pleiten omdat hij weinig diplomatiek en met weinig respect voor de plaatselijke gebruiken te werk gegaan was.
Er werd veel van Van Imhoffs pogingen tot verbetering verwacht, maar uiteindelijk vielen de resultaten tegen, vooral door geldgebrek. Na zijn dood noemde men hem daarom soms spottend de Versteller in plaats van de Hersteller, om aan te geven dat zijn maatregelen meer lapmiddelen waren dan structurele hervormingen. Hij besefte dat zelf ook en besloot af te treden. De VOC had zo snel geen opvolger die de moeilijke situatie op Java over kon nemen en dwong hem tot zijn dood in 1750 op zijn post te blijven. Zo moest hij aanzien dat veel van zijn verworvenheden weer tenietgingen. Na een ziekte van twee maanden stierf hij. Hij werd met grote statie begraven in de Hollandse Kerk.
- Bibsys: 13042914
- Bibliothèque nationale de France: cb16140183s (data)
- Biografisch Portaal: 01667911
- Digitale Bibliotheek voor de Nederlandse Letteren: imho001
- Gemeinsame Normdatei: 117130117
- International Standard Name Identifier: 0000 0000 7368 0802
- Library of Congress Control Number: n79059726
- Nationale Bibliotheek van Israël: 987007344363505171
- Nederlandse Thesaurus van Auteursnamen: 070093814
- SNAC: w6v98ch0
- Virtual International Authority File: 13076775
- WorldCat: E39PBJdRxrV6JCGPhmKgcKxRrq

Gouverneur-generaal van de VOC

Both · 
Gerard Reynst · 
Reael · 
Coen · 
Carpentier · 
Coen · 
Specx · 
Brouwer · 
Van Diemen · 
Van der Lijn · 
Carel Reyniersz · 
Maetsuycker · 
Rijcklof van Goens · 
Speelman · 
Camphuys · 
Van Outhoorn · 
Van Hoorn · 
Van Riebeeck · 
Van Swol · 
Zwaardecroon · 
De Haan · 
Durven · 
Van Cloon · 
Patras · 
Valckenier · 
Thedens · 
Van Imhoff · 
Mossel · 
Van der Parra · 
Van Riemsdijk · 
De Klerk · 
Alting

 

Gouverneur-generaal van staatswege

Van Overstraten · 
Siberg · 
Wiese · 
Daendels · 
(Britse interventie: Raffles en Fendall) · 
Van der Capellen · 
De Kock · 
Du Bus de Gisignies · 
Van den Bosch · 
Baud · 
De Eerens · 
Van Hogendorp · 
Merkus · 
Jan Reijnst · 
Rochussen · 
Duymaer van Twist · 
Pahud · 
Prins · 
Sloet van de Beele · 
Prins · 
Mijer · 
Loudon · 
Van Lansberge · 
s'Jacob · 
Van Rees · 
Pijnacker Hordijk · 
Van der Wijck · 
Rooseboom · 
Van Heutsz · 
Idenburg · 
Van Limburg Stirum · 
Fock · 
De Graeff · 
De Jonge · 
Tjarda van Starkenborgh Stachouwer